# Begonia yingjiangensis
Begonia yingjiangensis là một loài thực vật có hoa trong họ Thu hải đường. Loài này được S.H.Huang mô tả khoa học đầu tiên năm 1999.